# 平南街道 (平南县)
平南街道是中华人民共和国广西壮族自治区贵港市平南县下辖的一个街道办事处。
2016年12月11日，广西壮族自治区人民政府批复同意撤销平南镇，由平南县直接管辖其行政区域。2017年11月29日，贵港市人民政府批复同意设立平南街道办事处。街道办事处驻地在平南县环城路1108号（原平南镇人民政府驻地）。

## 行政区划
平南街道下辖以下村级行政区划单位：
罗合社区、乌江社区、附城社区、西山社区、江滨社区、城湖社区、仙芦社区、朝阳社区、大将社区、瑞雁社区、新盆村、甘莲村、罗新村、盆塘村、平田村、西村、遥望村和六壬村。